# Johanna Tschautscher

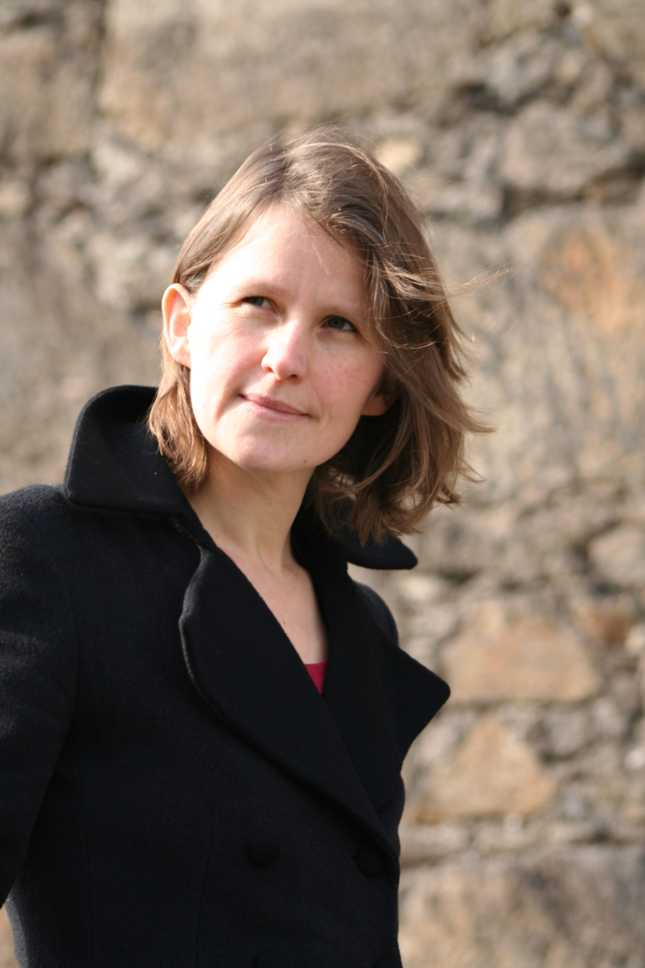
Johanna Tschautscher

Johanna Tschautscher (* 15. November 1968 in Wels, Oberösterreich) ist eine österreichische Regisseurin und Schriftstellerin.

## Leben
Johanna Tschautscher studierte an der Universität Wien Philosophie und Theaterwissenschaften und von 1988 bis 1992 an der Graumannschule in Wien Schauspiel. 1992 schloss sie ihre Ausbildung ab und spielte in der freien Szene Wien mehrere Rollen. Sie war als Produktionsassistentin und Lichtassistentin Mitarbeiterin der Wiener Taschenoper, schrieb zahlreiche Theaterstücke und inszenierte 1993 ihr erstes Stück Hölle in der Krise in Wien. Zwischen 1993 und 1998 kamen ihre drei Kinder auf die Welt. Sie veröffentlichte in dieser Zeit in Literaturzeitschriften, verfasste ihren ersten Roman Der Garten in der Wüste und schrieb das Stück Die Mutter, die es nicht gab, das in Wien uraufgeführt wurde.
Ein Stoff im Umfeld der italienischen Mafia führte sie im Jahr 2000 mit Hilfe eines Stipendiums nach Palermo. Sie recherchierte für ihren Roman und das Drehbuch Die sieben Raben. Die Recherchen und ein Interview mit einem Oberstaatsanwalt der italienischen Anti-Mafia-Ermittlungsgruppe, Roberto Scarpinato, veranlasste sie, neben der fiktiven Auseinandersetzung mit dem Stoff auch dokumentarisch zu denken. Nach einem Dokumentarfilm-Seminar bei MEDIA, Sources 2, in Finnland arbeitet sie seit 2000 auch als Regisseurin.
Sie bereiste mehrere afrikanische Länder und realisierte zwei Dokumentationen über die irreguläre Migration. Der Informationsfilm „Fluchtziel Europa jenseits vom Traum“ wurde in einer englischen und französischen Version in zahlreichen afrikanischen Ländern gezeigt. Unter anderem in Ghana, im Niger, im Kongo und im Senegal. Der Film wurde 2011 dem senegalesischen Bildungsminister übergeben. Im Zuge der Auseinandersetzung mit Afrika half sie als Ghostwriterin einer nigerianischen Autorin bei der Arbeit an ihrem Buch Wie ich den Bann des Voodoo brach.
Als Zeichen der Anerkennung für ihr Engagement in Afrika und ihren Mut, trotz Widerständen ihren Weg zu gehen, verlieh ihr ihre Heimatstadt 2009 den „Frauenorden der Stadt Linz“.
Im Jahr 2016 beschäftigte sie sich mit dem Politskandal rund um die Hypo Alpe Adria und nutzte zum ersten Mal ein neues Kunstmedium. In einem Frauenteam übernimmt sie für die Installation „aufdecken“ im öffentlichen Raum die Rolle der Recherche und Planung.
Das Buch Verwandlung der Mächte brachte sie an Theologie und Spiritualität des amerikanischen Theologen Walter Wink heran, und sie widmete dem Theologen einen Essayfilm.

## Werk
Too big to tell (2014)
In ihrer Dokumentation "Too big to tell" analysiert Johanna Tschautscher das Schuldgeldsystem der Wirtschaft und die Arbeitsweise der Finanzindustrie, besonders die Geldschöpfung und den Derivatenmarkt. Die Robert-Jungk-Bibliothek für Zukunftsfragen rechnet die Dokumentation zu den Top Ten der Zukunftsliteratur 2014. Die Bundeszentrale für Politische Bildung in Bonn hat für diesen Film eine Vervielfältigungslizenz erworben.

## Publikationen
- 2002: Der Garten in der Wüste, Roman, Arovell Verlag, ISBN 3-901435-48-4
- 2003: Zeit&Tage, Literaturzeitschrift, Texte
- 2004: Die Furche, Wochenzeitung, journalistische Artikel
- 2005: Identität, Anthologie, Arovell Verlag, ISBN 3-901435-76-X
- 2007: Die sieben Raben, Roman, Albatros Verlag ISBN 978-3-85219-035-8
- 2008: Die Wassergöttin, Arbeit als Ghostwriterin für Joana Adesuwa Reiterer, Roman, Weltbild, Knaur Taschenbuch, ISBN 3-426-78183-2, ISBN 978-3-426-78183-8
- 2010: Vergebt uns Ihr Herren, Erzählung, Arovell Verlag, ISBN 978-3-902547-16-3
- 2010: Jeanne d'Arc beendet den Heiligen Krieg, Roman, Albatros Verlag, ISBN 978-3-85219-041-9

## Hörspiele
- 2011: Die sieben Raben, Regie: Harald Krewer, Produziert von ORF/DLR-Kultur, 43 min.[8]

## Ausstellungen
- 2016: aufdecken, Kunstaktion im öffentlichen Raum zum Thema Hypo Alpe Adria, in Kooperation mit Andrea Ettinger, Gabriela Mayrhofer, Dominika Meindl

## Filme
- 2003: Weihnachten im Schuhkarton. Reportage über die Arbeit der amerikanischen Hilfsorganisation Samaritan’s Purse in Serbien
- 2004: Niemand vermischt mit dem Nichts. (Nessuno immischiato con Niente), Dokumentarfilm, 50 min über organisierte Kriminalität in Sizilien
- 2005: Geschenke der Hoffnung. Reportage, 25 min über die Arbeit einer Hilfsorganisation in Rumänien
- 2005: Franco Accursio Gulino. Künstlerportrait, 52 min.
- 2007: Wie viele Subjekte bist du? Kurzfilm, 15 min.
- 2007: Beni Altmüller. Künstlerportrait, 60 min
- 2008: Fluchtziel Europa jenseits vom Traum. (Europe beyond the dream), Dokumentarfilm, 48 min. Afrikanische Flüchtlinge auf dem Weg nach Europa
- 2009: Flucht aus Afrika. Doku, 56 min
- 2009: Einzug der Spitalsbetten. Kurzfilm, 5 min.
- 2010: Maria Rögner. Portrait einer Volksschullehrerin, 50 min.
- 2010: Wie geht Friede, Dokumentation, 64 min
- 2011: Alfred Haberpointner. Künstlerportrait, 49 min
- 2011: Is eh ois do. Szenen zu erneuerbarer Energie in Österreich, Dokumentation, 73 min
- 2012: Hans im Glück – Das Pferd dem überlassen, der es braucht. Doku, 83 min
- 2013: Sharing Tears To Reclaim Ourselves. Doku, 54 min
- 2014: Too Big To Tell – Recherchen in der Finanzwelt. Dokumentarische Form, 114 min
- 2015: Mundus decipi vult - Welt will betrogen seyn. Portrait des Wirtschaftsanwaltes Hans Scharpf LL.M, 47 min
- 2017: Vom Mythos der erlösenden Gewalt. Essayfilm nach Texten von Walter Wink, 95 min
- 2019: Geheimnisvolles Leben. Dokumentation, 30 min
- 2020: Wer ist Jesus Christus. Dokumentation, 62 min
- 2023: René Girard. Der lange Weg von der Gewalt zur Liebe. Essayfilm, 65 min

## Filmpreise
- 2006: 2. Preis, Arts&Filmfestival, Prag, Kategorie: All areas of fine Art für Franco Accursio Gulino
- 2007: 2. Preis, Festival der Nationen, Silberner Bär, Ebensee, für Wie viele Subjekte bist du?
- 2008: 1. Preis, Arts&Filmfestival, Prag, Kategorie: All areas of fine Art für Beni Altmüller
- 2011: Kinderschutzpreis Liberto für Filmprojekt HS10 Linz – Mehrwert durch Mehrsprachigkeit
- 2012: Anerkennungspreis EUROSOLAR AUSTRIA, Kategorie Medien für Is eh ois do – Szenen zu Erneuerbarer Energie in Österreich

## Auszeichnungen
- 2009: Frauenorden der Stadt Linz